# Klára Samková
Klára Samková, celým jménem Klára Alžběta Samková, v době prvního manželství Klára Veselá-Samková (* 23. března 1963 Brno), je česká advokátka se specializací na občanské a rodinné právo, obchodní právo, ústavní právo a lidská práva, občanská aktivistka a politička.

## Život
Narodila se do rodiny historiků umění Bohumila a Evy Samkových. Její děd profesor Alois Zlatník byl lesnický botanik a praděd JUDr. Jindřich Vácha předseda trestního senátu Nejvyššího soudu Československa. Sama o sobě uvádí, že za její lehce exotický zjev může praprapředek – šafář italského původu, který se v době napoleonských válek usídlil na Vysočině ve Stránecké Zhoři.
Po ukončení brněnského gymnázia na Lerchově ul. absolvovala Právnickou fakultu Univerzity Karlovy v Praze. Od 1. ledna 1994 začala působit jako advokátka s vlastní praxí, od 10. ledna 2010 pak došlo ke změně formy kanceláře na obchodní společnost s ručením omezeným pod názvem Advokátní kancelář Klára Samková, s.r.o.
Prezident Václav Klaus ji v roce 2003 navrhl do funkce soudkyně Ústavního soudu, ale Senát její nominaci neschválil.
Do roku 2010 byla vdaná za romského aktivistu Ivana Veselého, se kterým má dceru Dariu Alžbětu. V roce 2010 se provdala za sportovního novináře a spisovatele Pavla Skramlíka. Od podzimu 2010 užívá pouze příjmení Samková. V roce 2017 bylo rozvedeno i toto její manželství.

## Politické působení
Po sametové revoluci byla ve volbách roku 1990 zvolena do české části Sněmovny národů Federálního shromáždění (volební obvod Praha) za Občanské fórum, respektive za Romskou občanskou iniciativu (přestože není romského původu). Po rozkladu OF v roce 1991 přešla do poslaneckého klubu Občanské demokratické strany. Ve Federálním shromáždění setrvala do voleb roku 1992.
V letech 1993–1999 byla členkou Občanské demokratické strany.
V roce 2010 vstoupila do TOP 09, za kterou byla od října téhož roku členkou zastupitelstva Městské části Praha 2.
V srpnu 2012 ohlásila záměr kandidovat na prezidentku České republiky v chystané volbě prezidenta České republiky roku 2013 a to i přesto, že strana TOP 09, jíž tehdy byla členkou (a zastupitelkou v městské části Praha 2), prezentovala jako svého oficiálního kandidáta Karla Schwarzenberga. Nedosáhla ale potřebného počtu hlasů na petičních arších a nebyla zaregistrována ministerstvem vnitra jako oficiální kandidát. Ohlásila ústavní stížnost, směrovanou vůči údajným nedostatkům v zákoně o přímé volbě prezidenta ČR. Zároveň se stala právní zástupkyní Tomia Okamury a autorkou jeho ústavní stížnosti, kterou se domáhala odkladu voleb a prověření některých zákonných opatření, která se přímé prezidentské volby týkají. Součástí stížnosti byl i požadavek na zrušení změny související části ústavy, v níž je stanoven požadavek 50 tisíc podpisů občanů pro zaregistrování kandidatury. Tento požadavek kritizovala Samková i individuálně.
Ve volbách do Evropského parlamentu v roce 2014 měla vést kandidátku hnutí Úsvit přímé demokracie Tomia Okamury. Zároveň ukončila své členství v TOP 09. V průběhu volební kampaně se několikrát řešil její případný romský původ. V lednu 2014 samotná Samková v Českém rozhlase prohlásila, že už v roce 2007 po spuštění svého blogu "první smršť všech takzvaných diskutujících byla o tom, jestli jsem nebo nejsem cigoška". V dubnu 2014 pak o ní Tomio Okamura prohlásil, že "nemá ani kapku cikánské krve". Samkové dle svých slov vyjádření Tomia Okamury nijak nevadilo. Poté, co se v květnu 2014 objevilo podezření, že se mohla při odkupu více než dvacetimilionové pohledávky podílet na oklamání České spořitelny, ji však hnutí Úsvit z kandidátky stáhlo. Klára Samková v roce 2019 uvedla, že v kauze oklamání České spořitelny byla shledána vinnou její asistentka.
V roce 2015 se viditelně angažovala v hnutí Blok proti islámu, jež spolupracoval s Úsvitem přímé demokracie, s nimiž sympatizovalo nové hnutí Tomia Okamury Svoboda a přímá demokracie. Klára Samková se ostře vymezovala proti islámu a uprchlické vlně směřující z Afriky a Asie do Evropy.
Senátor za ODS Tomáš Jirsa roku 2019 navrhl Kláru Samkovou jako kandidátku na post zástupkyně ombudsmanky. Ve volbě však neuspěla.
Ve volbách do Evropského parlamentu v květnu 2019 kandidovala z pozice nestraníka jako lídryně hnutí Alternativa pro Českou republiku 2017 (APAČI 2017). Ve volbách však propadla, když uskupení získalo pouze 0,49 % hlasů. Samková získala 3 890 preferenčních hlasů, zvolena však nebyla.

## Šíření falešných zpráv
V říjnu 2015 se na své facebookovém profilu dotkla zpěváka Ivana Mládka poukazem na jeho humornou píseň Hele Čecha ješitu, nechce v Praze mešitu v tom duchu, že podporuje proislámské nálady. Skladba však vznikla před 15 lety a uprchlický problém v současné podobě tehdy neexistoval.
V listopadu 2015 na svém facebookovém profilu sdílela citát s údajnou citací Jana Wericha, která přirovnává nacisty k mohamedánům a charakterizuje je tak, že „přijdou k vám domů a nejdřív se tváří mile, ale pak vám zakážou jitrničky, pivo a děvčatům sukně. A vy ani nevíte jak, ocitnete se v mešitě a musíte se modlit k Alláhovi, aby vás nekamenovali“. Tu stáhla z recesistické stránky parodující Jiřího Ovčáčka a následně zveřejnila jako svůj vlastní (tzn. bez odkazu na zdroj). Tento citát od ní dále sdílelo více než 6000 lidí, převážně sympatizantů iniciativy Islám v České republice nechceme a dalších protiislámských sdružení. Ačkoliv se během několika hodin objevily průkazné informace o tom, že citát je Janu Werichovi připsán mylně, Klára Samková ho ze svého profilu nechala dále šířit a námitky o jeho nepravosti odrážela argumenty, že pravost žádného citátu nelze nikdy stoprocentně ověřit. Reakce na kauzu byly na sociálních sítích velmi silné a věnovala se jí i média.
V dubnu 2019 na svém facebookovém profilu opět šířila falešné zprávy. Když byl poslanec Dominik Feri napaden dvěma výtržníky, Klára Samková s útokem vyjádřila souhlas s poukazem na údajný výrok Dominika Feriho, který sdílela jako obrázek na svém facebookovém profilu. Tento výrok se ukázal jako příspěvek falešného účtu, ale Klára Samková nechala obrázek s ním šířit dál, přičemž během prvních 24 hodin získal přes tisíc sdílení. Druhá falešná zpráva se týkala požáru katedrály Notre Dame, kdy Samková v této souvislosti sdílela tři roky starý článek.

## Dílo
Vydala celkem šest knížek: nejprve cestopis po jihu USA Moje cesta za Scarlett v roce 1994, poté v roce 2006 publikovala příběh Lukáše Kohouta Falešný asistent na křídlech parlamentu. V letech 2007–2010 působila na blogu na www.aktualne.cz, kde vydala přes 90 článků. Příležitostně spolupracuje s magazínem ONA Mladé fronty DNES.
V průběhu roku 2012 vydala ve vydavatelství Blinkr další dvě publikace. V lednu knihu pod názvem Romská otázka s podtitulem Psychologické důvody sociálního vyloučení Romů s předmluvami sociologa Fedora Gála a psychiatra Cyrila Höschla. Toto dílo vyšlo také jako e-kniha v anglickém jazyce. V červnu publikovala populárně-právní knihu o rozvodech pod titulem Zbavte mě toho pitomce/Sundejte ze mě tu mrchu.
V listopadu roku 2013 vyšel ve vydavatelství Blinkr jako e-kniha výběr jejích nejlepších blogů pod titulem Píšu, takže žiju, v březnu 2014 vyšla kniha v tištěné podobě. V měsíci dubnu roku 2014 vydala rovněž ve vydavatelství Blinkr cestopis Po Evropě s maminkou, který reflektuje její cesty s matkou Evou Samkovou a dcerou Dariou.
- Proč islám nesmí do Česka (2016)
- Moje cesta za Scarlett (prosinec 2014, Blinkr, reedice tištěné knihy z roku 1994)
- Po Evropě s maminkou (duben 2014, Blinkr, tisk, červenec 2014, Blinkr, e-kniha)
- Píšu, takže žiju (2013, Blinkr), e-kniha, (2014, Blinkr), tisk
- Zbavte mě toho pitomce/Sundejte ze mě tu mrchu (2012, Blinkr, tisk, e-kniha)
- Romská otázka: psychologické důvody sociálního vyloučení Romů (2012, Blinkr, tisk, e-kniha)
- Přístupná a efektivní justice / Easy and equal access to efficient judiciary, Europlatform, Praha 2007
- Falešný asistent na křídlech parlamentu, spolu s Lukášem Kohoutem, Ikar, Praha 2006, Blinkr, 2014, e-kniha
- Moje cesta za Scarlett a k tomu něco navíc, Road, Praha 1994; Blinkr, 2013, e-kniha s doplňky.

## Ocenění
V roce 2010 jí společnost Comenius udělila čestný titul LADY PRO 2010.